# Saint-Bonnet-près-Riom

Saint-Bonnet-près-Riom este o comună în departamentul Puy-de-Dôme, Franța. În 1 ianuarie 2022 avea o populație de 2.078 de locuitori.